# Hauskreis

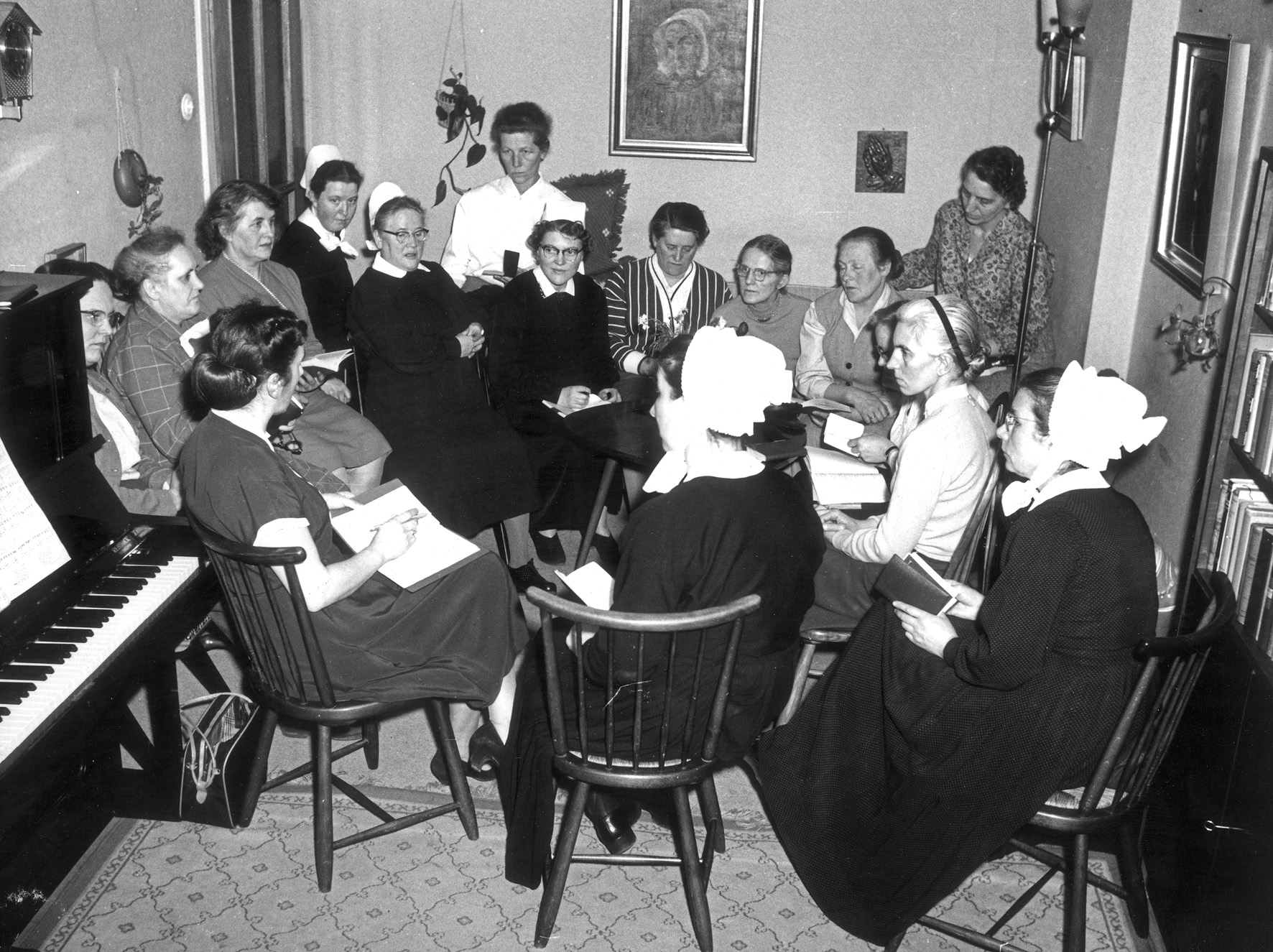
Hauskreis wohl in den 1950er Jahren in Düsseldorf

Als Hauskreise werden kleine, meist christliche Gruppen bezeichnet, die sich beispielsweise zum gemeinsamen Beten, Bibelstudium, Gedankenaustausch und/oder Singen regelmäßig in Privatwohnungen treffen. Bei christlichen Hauskreisen soll damit der gemeinschaftliche Aspekt des christlichen Glaubens betont und gelebt werden (Gemeinschaft der Heiligen). Neben Hauskreis sind auch die Bezeichnungen Kleingruppe, Hauszelle, Zellgruppe oder Hausgruppe, mitunter auch Hauskirche gebräuchlich.
Die Institution der Hauskreise ist vor allem im protestantischen Christentum üblich, insbesondere innerhalb der evangelikalen Strömungen des Protestantismus. Es gibt jedoch auch Hauskreise, die losgelöst von Konfessionen bestehen, beispielsweise als feministische, künstlerische oder politische Gruppentreffen.

## Organisation im Christentum
Hauskreise sind meistens als Untergruppen einer größeren Gemeinde organisiert und stellen ein zusätzliches Angebot neben dem wöchentlichen Gottesdienst dar. Dies heißt jedoch nicht zwingend, dass jeder auch Mitglied derselben Gemeinde ist. Es gibt z. B. auch Hauskreise, die von übergemeindlichen Organisationen wie den Studentengruppen der SMD, Campus für Christus, EC oder SfC angeboten werden. Hauskreise, die zu keiner Gemeinde oder übergemeindlichen Organisation gehören, werden auch als Hausgemeinde bezeichnet, insbesondere wenn die Mitglieder keiner anderen Gemeinde angehören.
Ein Hauskreis umfasst in der Regel fünf bis zwölf Personen (so viele, wie in ein Wohnzimmer passen). Oft finden sich Christen in annähernd gleichem Alter, gleichem Familienstand und mit gleichen Interessen und Vorlieben in einem Hauskreis zusammen. Hauskreise werden wegen ihrer zwanglosen Atmosphäre und der intensiven, freundschaftlichen Beziehungen, die darin entstehen können, geschätzt. Im Gegensatz zum Gottesdienst bietet der Hauskreis jedem Teilnehmer die Möglichkeit, sich mit eigenen Beiträgen aktiv zu beteiligen, zu diskutieren und persönliche Fragen zu klären.
Hauskreise sind auch eine Gelegenheit für Nichtchristen, den christlichen Glauben kennenzulernen. Freunde und Bekannte werden eingeladen, um an Bibelarbeiten und Diskussionsrunden teilzunehmen. Auf diese Weise sollen die Hauskreise allmählich wachsen und sich teilen, sobald sie zu groß geworden sind. Dieser Prozess ähnelt ein wenig der biologischen Zellteilung, darum werden Hauskreise auch als Zellgruppen oder als Hauszellen bezeichnet.
Durch die selbständige Beschäftigung mit der Bibel im kleinen Kreis kann es vereinzelt zu sektiererischen Tendenzen kommen, weshalb manche Pfarrer und Gemeindeleitungen Hauskreisen kritisch gegenüberstehen. Hauskreise können die Attraktivität einer Gemeinde aber auch erhöhen, wenn für Menschen mit unterschiedlichen Interessen jeweils passende Hauskreise angeboten werden.

## Historische Formen von Hauskreisen

### Hauskreise im Pietismus
Eine wesentliche Rolle spielten Hauskreise im Pietismus, wo sie als Konventikel bezeichnet wurden, um die praxis pietatis (Frömmigkeitspraxis) im Alltag einzuüben. Im Neupietismus wurden sie oft als Bibelstunde bezeichnet, in Süddeutschland auch einfach als Stund. Von daher entwickelte sich der Ausdruck Stundenleute für aktive Pietisten, der dann zum russischen Stundisten wurde. In Süddeutschland und in der Schweiz werden fromme Männer auch abschätzig als Stündeler bezeichnet.

### Hauskreise im Methodismus
Der Methodismus basierte in seiner anfänglichen Organisation unter John Wesley ebenfalls auf einer Art von Hauskreisen, die dort als Klassen bezeichnet wurden und vor allem der Unterweisung und Förderung der Gemeinschaft dienten. Das „Miteinander-auf-dem-Weg-Sein“ sollte dazu beitragen, im täglichen Leben das umzusetzen, was der Glaube lehrt.
Diese Hauskreisbewegung wurde eine grundlegende Säule für die rasante Ausbreitung der methodistischen Reformation in England, den englischen Kolonien und Amerika. Sie beeindruckte auch deutsche Auswanderer derart, dass sie diese Art der Frömmigkeit zurück nach Deutschland brachten und so der Methodismus in Deutschland erstarkte.

## Verwandte und alternative Formen

### Abgrenzung zur Hausgemeinde
Das Konzept des Hauskreises als integraler Bestandteil von Gemeinde- und Missionsarbeit muss vom Konzept der Hausgemeinde unterschieden werden. Während der klassische Hauskreis in der Regel ein Gemeinschaftsangebot einer lokalen Gemeinde ist, versteht sich die Hausgemeinde als selbständige Gemeinde.

### Minigruppen
Bei dem von Neil Cole entwickelten Konzept der Minigruppen treffen sich zwei bis vier Personen wöchentlich in gleichgeschlechtlichen Gruppen. Wesentliche Elemente von Minigruppen sind das gegenseitige Bekennen von Schuld, oft anhand eines Fragenkatalogs, Gebet füreinander und für Freunde und das Lesen größerer Bibelabschnitte (ca. 25–30 Kapitel) im Laufe der Woche. Das Konzept ist auf Wachstum durch Zellteilung ausgelegt: Sobald eine Minigruppe 4 Mitglieder hat, teilt sie sich nach einiger Zeit in zwei Zweiergruppen. Einige Gemeinden kombinieren Minigruppen mit Hauskreisen, indem mehrere Minigruppen gemeinsam einen Hauskreis bilden und sich abwechselnd als Minigruppen und Hauskreis treffen.

### Pastorates
Die Holy Trinity Brompton Church, eine anglikanische Gemeinde, in der auch ab 1977 der Alpha-Kurs entstanden ist, hat ein Konzept namens Pastorates entwickelt. Mehrere Hauskreise bilden zusammen ein Pastorate, das insgesamt ca. 20–35 Personen umfasst. Das Pastorate findet alle 14 Tage in einer Privatwohnung mit ausreichend Platz statt. In der Woche dazwischen treffen sich die einzelnen Hauskreise, aus denen das Pastorate besteht, an getrennten Orten.
Der Ablauf eines Pastorates orientiert sich an den Alpha-Kurs-Abenden: Nach einem gemeinsamen Abendessen beginnt der thematische Teil mit einer kurzen Lobpreis-Zeit. Anschließend hält einer der Teilnehmer einen ca. 30-minütigen Vortrag. Zum Abschluss finden Austausch und Gebet in den einzelnen Hauskreisen statt. Da alle Programmpunkte von den Teilnehmern gestaltet werden, bieten Pastorates den Teilnehmern Gelegenheit, Geistesgaben zu entdecken und zu trainieren und verschiedene Aufgaben in einem überschaubaren Rahmen auszuprobieren.
Die Pastorates stellen eine Zwischenform zwischen Hauskreisen und Sonntagsgottesdienst dar. Oft entstehen aus Pastorates auch Neugründungen von selbstständigen Gemeinden. Das Konzept der Pastorates wird inzwischen auch von anderen Gemeinden verwendet, hauptsächlich innerhalb der Anglikanischen Kirche.

### G12
Bei dem von Cesar Castellanos, dem Pastor einer kolumbianischen Megagemeinde, entwickelten Konzept der G12-Gruppen begleitet der Leiter eine G12-Gruppe als Mentor (engl. discipling). Nach einiger Zeit bilden die zwölf Mitglieder eigene G12-Gruppen, bleiben aber weiterhin Teil der ursprünglichen Gruppe. Dadurch entsteht eine pyramidale Struktur. Im deutschsprachigen Raum wurde das G12-Konzept vor allem in den Gemeinden des International Christian Fellowship seit dem Jahr 2002 ein paar Jahre lang verwendet.

## Hauskreise in anderen Religionen
Varianten von „Hauskreisen“ sind, in der Regel unter anderer Bezeichnung, auch in nichtchristlichen Glaubensrichtungen und neureligiösen Gemeinschaften bekannt.

## Material
Einige Verlage legen deutschsprachige Studienmaterialien speziell für Hauskreise auf. Beispielhaft seien genannt:
- Durch die Bibel (audiobasiertes Material, das in zahlreichen Hauskreisen Verwendung findet)
- HauskreisMagazin. SCM Bundes-Verlag, Witten (viermal jährlich erscheinendes Magazin mit ausgearbeiteten Einheiten für jeweils ein Hauskreis-Treffen)
- Die Hauskreisbibel. 2. Auflage, SCM R. Brockhaus, Witten 2014, ISBN 978-3-417-25457-0; basierend auf The NIV Serendipity Bible (Bibel in der Neues-Leben-Übersetzung mit didaktischem Material für jeden Bibelabschnitt)
- Bibel aktuell. Arbeitshilfe für Bibelkreise, Herausgeber: Missionarische Dienste Ev. Landeskirche in Württemberg (viermal jährlich erscheinendes Magazin mit ausgearbeiteten Einheiten für jeweils ein Kleingruppen-Treffen)[8]